# Annales maximi
Annales maximi (лат. найбільші діяння) — список найважливіших подій поточного року, який складав великий понтифік (лат. Pontifex Maximus) від початків римської державності до 130-123 рр. до н. е. Макробій та Секст Помпей Фест наголошували, що «maximi» ці хроніки називали зовсім не через їхній розмір, а через те, що їх писав великий понтифік.

## Історія
Цицерон писав, що з метою збереження в загальній пам’яті важливих подій Pontifex Maximus — верховний жрець Капітолію та голова Колегії понтифіків - записував їх на вибіленому столі (лат. tabula dealbata) в публічній частині приміщення магістрату в Регії (де публікувалися й інші офіційні акти магістрату), щоб кожен міг їх проглянути. Ця традиція сягала найдавніших часів у історії Риму (лат. ab initio rerum Romanorum; De Oratore II.52 ). За рік старий запис переносили на дерев’яні таблички, покриті воском або тонкими бронзовими пластинами і зберігали в архівах міста, а замість нього великий понтифік наносив на tabula dealbata новий. Там містились імена консулів на посаді минулого року, огляд головних політичних, військових, соціальних подій на суші й на морі минулого року з іменами магістратів і перемогами у війні представників патриціату. Все це записувалося в дуже голому стилі, без найменших літературних претензій. Цю сухість викладу іронічно зауважив Цицерон, називаючи Annales maximi “приємним твором” у творі “Про закони” . Квінтиліан натомість у “Повчаннях оратору” згадує про архаїчні звороти в Annales maximi як антиприклад висловлювання . Слід пам'ятати, що розповідь про численну кількість подій в Annales maximi не забезпечує історичної правдивості. Всі факти були описані з аристократичної точки зору.

## Значення
Завдяки запису Авла Геллія із втраченої книги IV Origenes Катона Старшого ми знаємо приклади подій, які мали шанс потрапити в annales. Катон нарікав на тривіальність та забобонність Annales maximi, що вони містили переважно інформацію про катастрофи, голод, затемнення, надприродні явища та інші міфологічні події (особливо про найбільш ранні часи історії Риму), а також про ринкові ціни зерна (Attyckie Noce II.28). Однак швидше за все вони мали значно більшу вартість, адже за часів Гракхів понтифік Публій Муцій Сцевола (130—123 рр. до н. е.) видав збірку annales у 80 томах. У поєднанні з розвитком професійного історієписання це спричинило занедбання обов'язку наступними великими понтифіками вести хроніку.
Про Annales maximi згадує також Тит Лівій. Він зазначив, що більша частина найстаріших записів загинула в пожежі (Ab Urbe condita VI.1). Плутарх пов'язує пожежу з нападом галлів на Рим (Numa I.1). На основі вцілілих записів — згідно з традицією — аналісти (зокрема Квінт Фабій Піктор, Луцій Цинцій Алімент) починаючи з ІІІ століття до н. е. намагалися реконструювати найбільш ранні діяння міста. Однак сучасні історики вважають, що результати їхньої праці — і зокрема найважливішого з них Фабія Піктора — містять надто багато слідів власної творчості, тому опис початків Риму в їхніх працях (та подальших римських історичних роботах) слід трактувати як легендарний.
Насправді важливість цього джерела обернено пропорційна дефіциту свідчень про нього та майже повній відсутності фрагментів. Хроніка понтифіків, по суті, зіграла центральну роль не тільки в збереженні історії перших століть Республіки, але й суттєво вплинула на праці Тита Лівія та Діонісія Галікарнаського. Останні два історики, втім, користувалися не безпосередньо Annales maximi, а більш пізніми копіями чи фрагментами, оскільки значна частина реставрованої анналістами хроніки загинула під час пожежі в Регії 148 р. до н. е..